# Biografija
Biografija (iz grške besede Bios = življenje in graphein = pisati) ali življenjepis je vrsta literature ali drugega občila (npr. film), osnovana na zapisu dogodkov individualnega življenja. Gre za besedilo, v katerem so v resničnem zaporedju predstavljeni pomembnejši dogodki in dosežki iz življenja kake osebe.
Biografija je lahko napisana tudi v prvi osebi kot avtobiografija, je torej popis lastnega življenja, lastni življenjepis. Kot literarna zvrst je biografija tudi oblika za opis popolnoma izmišljene nerealne osebe, kjer avtor opisuje življenje literarnega lika, ki zgodovinsko ni obstajal. Medtem ko je prava biografija suhoparno naštevanje zgodovinskih podatkov, je literarna biografija roman, ki se ne omejuje na prikaz konkretnih dogodkov, temveč podrobno razlaga opazovanja in poudarja spremembo razpoloženja vključno z intimnimi doživetji.
Svoje vrste življenjepis je tudi kurikulum, to je posredovanje določenih osebnih podatkov za prikaz delovne oziroma poklicne sposobnosti.

## Zgodovinski razvoj življenjepisa
Zgodovinski življenjepisi se zelo razlikujejo predvsem po dobi nastanka in po namenu njihovega zapisa. Različna je tudi oblika in nenazadnje odmev, ki ga je delo imelo med širšim prebivalstvom.

### Klasične biografije
Klasične biografije, ki so znane še iz tretjega stoletja pr. n. št. (Satir iz Kalate), so v glavnem poročila o življenju političnih in vojaških osebnosti, ki poudarjajo njihove izredne sposobnosti in dosežke. Podatki o rojstvu in zasebnem življenju so večinoma verodostojni, pri opisu "junaških dejanj" pa pride večkrat do pretiravanja. V marsičem podobne so krščanske hagiografije, ki opisujejo krepostno življenje in predvsem mučeniško smrt prvih kristjanov. Prvo delo te vrste pripisujejo Ponciju iz Kartagine, ki je živel v tretjem stoletju in ga Cerkev šteje za svetnika, poznejših biografij pa je bilo veliko in so se pisale še ves srednji vek in vse do 17. stoletja. V tem obdobju izstopa delo Giorgia Vasarija Le vite iz leta 1550, ki je zbirka biografij umetnikov od Cimabue-ja naprej in torej prva, ki je opisovala umetnike namesto politikov ali svetnikov. Čeprav so navedeni samo umetniki iz Firenc in bližnje okolice (v ponatisu leta 1568 tudi iz Benetk), je delo izredne važnosti zaradi vpliva na druge pisce biografij in prav tako zaradi zgodovinskih in umetnostnih podatkov, ki jih je posredoval potomcem.

### Razvoj metodologije
Proti koncu sedemnajstega stoletja je prišlo v navado opisovanje manj zaslužnih ljudi, na primer pustolovcev ali celo kriminalcev, s čimer se začenja literarna biografija, kjer zgodovinska verodostojnost sploh nima pomena. Kot protiutež se je razvila težnja po natančnem, strogem, realnem opisu osebe. Poleg tega je prav takrat prišel do izraza psihološki dostop do osebnosti, ki je popolnoma spremenil dotedanjo metodologijo življenjepisov. Nova oblika biografije je morala biti istočasno strogo zgodovinsko verodostojna in, po drugi strani, toliko poglobljenja v psihologijo opisane osebe, da je upravičila vsa njena dejanja. Glavno delo te vrste je Življenje doktorja Johnsona, ki ga je spisal James Boswell leta 1791. Z vnosom pshihološke komponente v življenjepise in pozneje, pod vplivom novonastale psihoanalize, so se biografije namnožile v velikem številu in vsak avtor je imel pravico, da razlaga in pojasnjuje početje opisane osebe. Šele v drugi polovici dvajsetega stoletja so biografije zadobile manj kritično obliko v esejih znanstvene literature.

## Kurikulum
Kurikulum, natančneje curriculum vitae (= življenjski potek) je opis lastnega življenja predvsem v tistih točkah, ki utegnejo zanimati profesionalnega partnerja ali delodajalca. Ta življenjepis vsebuje naslednje elemente: ime, priimek, kraj in datum rojstva, bivališče, socialno stanje, izobrazbo, delavne izkušnje, priznanja ter lastnoročni podpis. Moderna praksa zahteva tudi izrecno dovoljenje za obdelavo osebnih podatkov. S kurikulumom se oseba predstavi nekomu, s katerim želi navezati določene osebne stike, zato mora biti čim bolj skrbno sestavljen. Poleg omenjene vsebine lahko omenja tudi poklicne izpopolnitve, ki jih oseba namerava v kratkem izvršiti, in celo dolgoročne cilje, ki jih želi doseči s pomočjo teh stikov.
Po obliki je kurikulum navadno samostojna listina, ki se priloži prošnjam za zaposlitev ali osebni predstavitvi zaključenemu krožku ljudi, ali tudi kratko poročilo za novinarje. Vsekakor je najbolj pomembno, da se kurikulum vedno oblikuje in prilagodi glede na osebo ali ustanovo, ki jim je namenjen.

## Slovenski biografski leksikon
Slovenski biografski leksikon (kratica SBL) je leksikon o pomembnih osebnostih, ki so oblikovale kulturo in zgodovino slovenskega naroda. Nudi biografski prikaz tako Slovencev kakor oseb drugega rodu, rojenih na slovenskem ozemlju ali kako drugače povezanih s Slovenijo.
Slovenski biografski leksikon je še danes temeljno slovensko biografsko referenčno delo. Izhajati je začel leta 1925 pod okriljem Zadružne gospodarske banke. Prvi urednik je bil Izidor Cankar; v uredništvu ali kot pisci člankov SBL so v naslednjih desetletjih sodelovali mnogi prvovrstni slovenski znanstveniki, zlasti humanisti. Po vojni je izhajanje leksikona prešlo k Slovenski akademiji znanosti in umetnosti. Izšlo je 15 zvezkov in imensko kazalo v 16. zvezku. Urednik zadnjih zvezkov je bil Jože Munda; izšli so do leta 1991.

## Nova slovenska biografija
Je del širše zasnovanega koncepta vzpostavitve novega Slovenskega biografskega leksikona, ki bo v naslednjih letih po vzoru svojega predhodnika, ki je izhajal v letih 1925-1991, periodično prihajala med bralce. Predvidena je tudi uvedba spletne verzije SBL 2 kot dela Slovenskega biografskega stičišča, ki se bo dopolnjevalo kot »živ dokument« in bo omogočalo tudi izmenjavo mnenj in podatkov z obiskovalci spletnih strani o predstavljenih osebnostih. Kot prva knjižna napoved prenovljenega SBL pa prihaja med bralstvo četrti zvezek zbirke Življenja in dela, ki smo ga poimenovali Nova slovenska biografija.
Zbirka bo izhajala v dveh serijah: poleg Biografskih in bibliografskih študij, kot jih poznamo od leta 2000, bodo med bralce prihajale tudi Kulturnozgodovinske študije, ki jih je uvedla knjiga ddr. Igorja Grdine Med dolžnostjo pozabe in razkošjem spomina. Srednjeevropske biografske šole poznajo podobne zbirke že nekaj desetletij. Knjiga Nova slovenska biografija je nastala kot rezultat dela raziskovalcev na Inštitutu za kulturno zgodovino ZRC SAZU in članov Uredniškega odbora SBL 2, ki ga od pretekle jeseni vodi dr. Andrej Rahten.